# Plopu, Brăila
Plopu este un sat ce aparține orașului Ianca din județul Brăila, Muntenia, România. Satul Plopu a luat ființă în jurul anului 1880, după Războiul de Independență al României, când Regele Carol I a împroprietărit soldații participanți la război cu 10–20 ha de pământ arabil în Bărăgan. În anul 1907 s-a construit prima școală cu patru clase primare. În 2002 localitatea avea o populație de 1520 locuitori, în mare parte agricultori, dar și muncitori la Schela de Producție Petrolieră Oprișenești (Petrom). .